# Lasiodorides longicolli
Lasiodorides longicolli é uma espécie de aranha pertencente à família Theraphosidae (tarântulas).